# Бойс, Мэри
Нора Элизабет Мэри Бойс (англ. Nora Elisabeth Mary Boyce: 2 августа 1920, Дарджилинг — 4 апреля 2006) — британский учёный-иранист, исследовательница зороастризма и манихейства.

## Биография
Отец был судьёй в Калькутте. Окончила Ньюнхемский колледж Кембриджского университета, где изучала археологию и этнографию, в 1952 защитила там диссертацию. Преподавала в Лондонском университете.

## Отзывы
Археолог, этнолог и антрополог В. А. Шнирельман отмечал, что Бойс считала, что Заратуштра жил в заволжских степях в бронзовом веке.

## Избранные работы
- 1954, The Manichaean hymn-cycles in Parthian (London Oriental Series, Vol. 3). London: Oxford University Press.
- 1975, A History of Zoroastrianism, Vol. 1 (Handbuch der Orientalistik Series). Leiden: Brill; Repr. 1996 as A History of Zoroastrianism: Vol 1, The Early Period Архивная копия от 14 сентября 2016 на Wayback Machine.
- 1977, Zoroastrianism: The rediscovery of missing chapters in man’s religious history (Teaching aids for the study of Inner Asia). Asian Studies Research Institute: Indiana University Press.
- 1977, A Persian Stronghold of Zoroastrianism. London: Oxford University Press; Repr. 2001
- 1978, A Reader in Manichaean Middle Persian and Parthian (Acta Iranica Monograph Series). Leiden: Brill Publishers.
- 1979, Zoroastrians: Their Religious Beliefs and Practices Архивная копия от 12 октября 2017 на Wayback Machine (Library of religious beliefs and practices). London: Routledge/Kegan Paul; Corrected repr. 1984; repr. with new foreword 2001.
- 1982, A History of Zoroastrianism, Vol. 2 (Handbuch der Orientalistik Series). Leiden: Brill Publishers. Repr. 1996 as «A History of Zoroastrianism: Vol 2, Under the Achaemenians».
- 1984, Textual Sources for the Study of Zoroastrianism Архивная копия от 9 сентября 2016 на Wayback Machine (Textual Sources for the Study of Religion). London: Rowman & Littlefield. Repr. 1990
- 1987, Zoroastrianism: A Shadowy but Powerful Presence in the Judaeo-Christian World. Friends of Dr. Williams: London.
- 1988, «The religion of Cyrus the Great», in A. Kuhrt and H. Sancisi-Weerdenburg Achaemenid History III: Method and Theory, Leiden: Brill Publishers.
- 1991, A History of Zoroastrianism: Vol. 3, Zoroastrianism Under Macedonian and Roman Rule Архивная копия от 22 октября 2020 на Wayback Machine (Handbuch der Orientalistik Series). With Frantz Grenet, Leiden: Brill Publishers.
- 1992, Zoroastrianism: Its Antiquity and Constant Vigour (Columbia Lectures on Iranian Studies, No 7). Costa Mesa: Mazda.
- Ожидаются: A History of Zoroastrianism: Vols 5-7, под редакцией Альберта де Йонга (фр. Albert de Jong).

## Заслуги и признание
Член Королевской академии наук Дании. Королевское азиатское общество Великобритании и Ирландии учредило ежегодную премию её памяти, вручаемую за выдающийся вклад в изучение религии.

## Публикации на русском языке
- Зороастрийцы. Верования и обычаи. Архивная копия от 18 октября 2020 на Wayback Machine — М.: Главная редакция восточной литературы издательства Наука, 1988.